# Hans Budde (Politiker)
Hans Budde (* 30. März 1933 in Detmold; † 16. September 2010 in Lemgo) war ein deutscher Politiker (SPD). Er war von 1985 bis 1990 Landrat des Kreises Lippe.
Nach dem Besuch der Volksschule und des Gymnasiums studierte er Theologie an den Universitäten Mainz und Göttingen und war als Pfarrer tätig. Er war verheiratet und hat ein Kind. Dem Kreistag des ehemaligen Kreises Detmold gehörte er von 1970 bis zur Gebietsreform am 31. Dezember 1972 an. Auch nach der Reform blieb er Kreistagsmitglied des neugegründeten Kreises Lippe. Von 1972 bis 1978 war er Mitglied der Landschaftsversammlung des Landschaftsverbandes Westfalen-Lippe. Er war Mitglied zahlreicher Gremien und ab 1975 auch Vorsitzender der SPD-Kreistagsfraktion. Am 28. Oktober 1985 wurde er als Nachfolger von Heinz Wegener zum zweiten Landrat des Kreises Lippe gewählt. Gleichzeitig mit seinem Ausscheiden als Kreistagsmitglied schied er am 31. Dezember 1990 auch als Landrat aus.